# Antoni Segura Jimeno
Antoni Segura Jimeno (9 settembre 1996) è un canoista spagnolo. Ai campionati mondiali di Seghedino 2019 ha vinto la medaglia di bronzo nel C2 500 metri, con il connazionale Alfonso Benavides.

## Palmarès
| Anno | Manifestazione | Sede             | Evento  | Risultato      | Prestazione | Note |
| ---- | -------------- | ---------------- | ------- | -------------- | ----------- | ---- |
| 2015 | Mondiali       | Milano           | C2 200m | 11° (finale B) | 39"330      |      |
| 2017 | Mondiali       | Račice           | C2 200m | 5°             | 36"962      |      |
| 2018 | Europei        | Belgrado         | C2 200m | 4°             | 36"641      |      |
| 2018 | Europei        | Belgrado         | C4 500m | 7°             | 1'40"335    |      |
| 2018 | Mondiali       | Montemor-o-Velho | C2 200m | 4°             | 38"396      |      |
| 2019 | Mondiali       | Seghedino        | C2 500m | Bronzo         | 1'38"970    |      |